# Enki Bilal
Enki Bilal, pseudonimo di Enes Bilanović (in serbo Енес Билаловић?; Belgrado, 7 ottobre 1951), è un fumettista e regista francese, nato nella ex-Jugoslavia.

## Biografia
Nato a Belgrado, si trasferisce a Parigi all'età di nove anni. Nella capitale francese frequenta la Scuola Nazionale Superiore di Belle Arti e si fa presto notare vincendo un concorso della rivista di fumetti Pilote, fondata tra gli altri da René Goscinny e Jean-Michel Charlier. Dal 1972 al 1973 continua a collaborare con Pilote, pubblicando alcune illustrazioni e la sua prima storia, Le bol maudit, di cui realizza i soli disegni.
Nel 1973 inizia a disegnare la serie "Exterminateur 17", con soggetto e sceneggiatura di Jean-Pierre Dionnet sulla rivista Metal Hurlant.
Dal 1980 lavora a quella che poi diventerà una delle sue opere più importanti e note, La fiera degli immortali, primo volume della Trilogia Nikopol di cui è autore di disegni e testi, a cui seguiranno La donna trappola nel 1986 e Freddo equatore nel 1992. Periodicamente si interessa anche alla regia cinematografica dirigendo i film, Bunker Palace Hôtel nel 1989, Tykho Moon nel 1996 e, nel 2004, Immortal Ad Vitam tratto dalla trilogia Nikopol (in particolare da Freddo equatore), film con cui vince due premi all'European Film Awards 2004.
Nel 1998 pubblica Il sonno del mostro, primo volume di una nuova trilogia, in seguito divenuta una tetralogia, pubblicato in Francia da Les Humanoïdes Associés e in contemporanea in altri 12 paesi, tra cui il Giappone. Nel 1999 Fayard pubblica Un secolo d'amore, realizzato con Dan Franck e nel 2000, su testi di Pierre Christin, esce per Dargaud il volume illustrato Il Sarcofago.
Nel 2001, a Parigi, viene inaugurata la mostra enkibilalandeuxmilleun che richiama 50.000 visitatori, verrà portata poi a Sarajevo, Belgrado e Liegi. L'anno dopo, a Cherbourg, viene allestita la mostra enkibilalenescale. Tra il maggio e il giugno 2003 esce una nuova mostra, enkibilalbarcelona 2003, allestita nella capitale catalana.
Nel 2003 pubblica 32 dicembre, secondo volume della tetralogia del mostro e, nel 2006 viene dato alle stampe il terzo volume, Appuntamento a Parigi - Atto Terzo, seguito a suo volta, nel 2007, da Quattro?, quarto e ultimo volume, edito in Francia da Casterman.
Nel 2008 dalla trilogia Nikopol viene tratto il gioco Nikopol: Secrets of the Immortals.
Nel 2012 pubblica per le edizioni del Museo del Louvre il libro "Les Fantômes du Louvre", pubblicato in Italia l'anno successivo in cui sono riprodotte 22 opere del museo da lui fotografate, elaborate e stampate su tela.
Nel 2019 è membro della giuria al Festival di Cannes.

## Opere tradotte in italiano

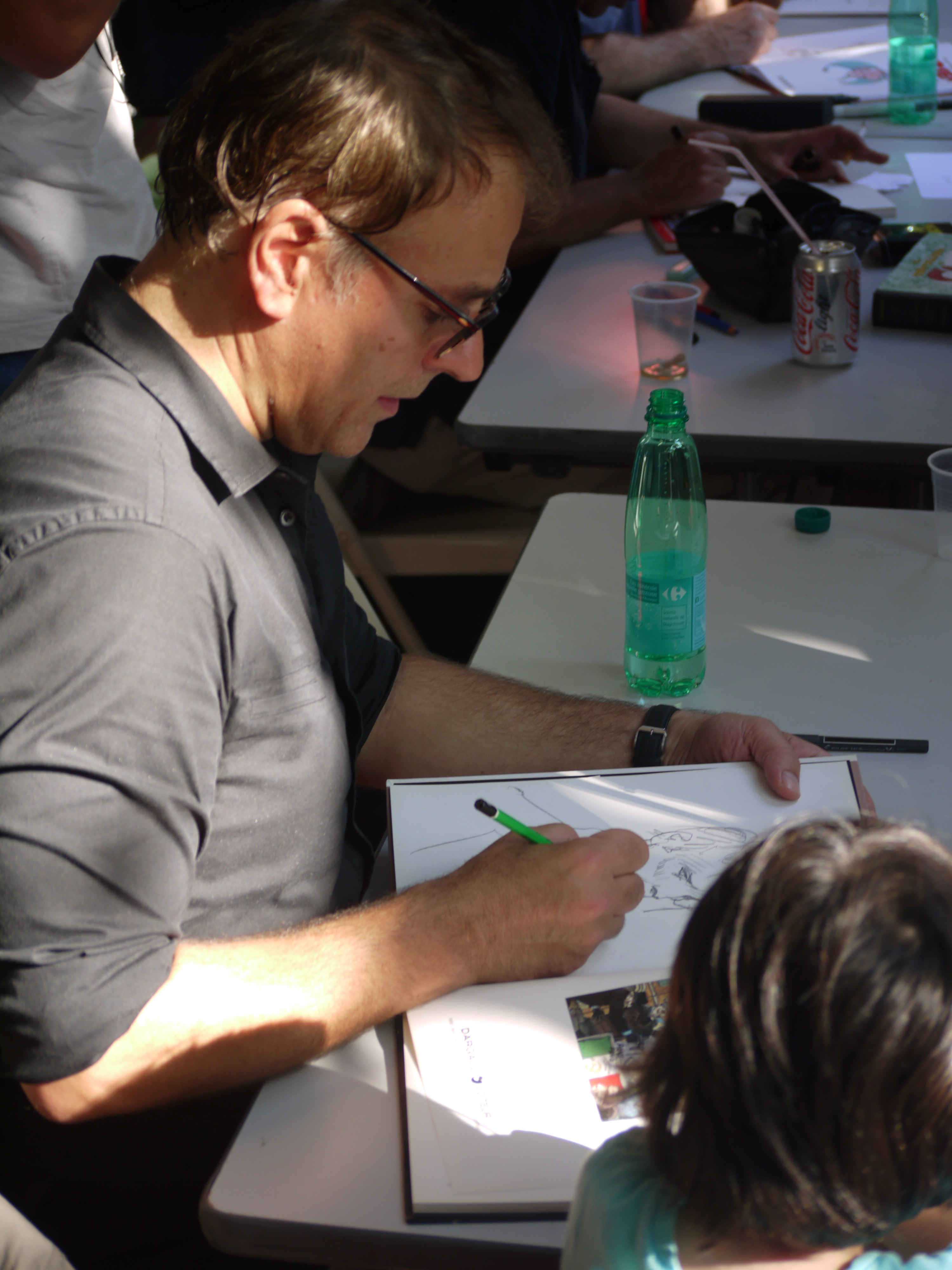
Enki Bilal al Festival del fumetto di Sollies Ville, 2009.

### Fumetti
- Leggende d'oggi, disegni di Enki Bilal, testi di Pierre Christin:
  1. La crociera dei dimenticati (La Croisière des oubliés), 1975, Alessandro Editore
  2. Il vascello di pietra (Le Vaisseau de pierre), 1976, Alessandro Editore
  3. La città che non esisteva (La Ville qui n'existait pas), 1977, Alessandro Editore
- Fins de siècle, disegni di Enki Bilal, testi di Pierre Christin:
  1. Falangi dell'Ordine nero (Les Phalanges de l'Ordre noir), 1979, Fabbri/Dargaud
  2. Battuta di caccia (Partie de chasse), 1983, Alessandro Editore
- Enki Bilal, Memorie dell'oltrespazio (Mémoires d'outre-espace), 1978, Bonelli-Dargaud
- Disegni di Enki Bilal, testi di Jean-Pierre Donnet, Sterminatore 17 (Exterminateur 17), 1979, Alessandro Editore
- Trilogia Nikopol, testi e disegni di Enki Bilal:
  1. La fiera degli immortali (La Foire aux immortels), 1981
  2. La donna trappola (La Femme piège), 1986
  3. Freddo equatore (Froid Équateur), 1992
- Tetralogia del mostro, testi e disegni di Enki Bilal:
  1. Il sonno del mostro (Le Sommeil du monstre), 1998, Alessandro Editore
  2. 32 dicembre (32 Décembre), 2003, Alessandro Editore
  3. Appuntamento a Parigi (Rendez-vous à Paris), 2006, Alessandro Editore
  4. Quattro? (Quatre ?), 2007, Alessandro Editore
- Trilogia Coup de sang, testi e disegni di Enki Bilal:
  1. Animal'z, 2009, Alessandro Editore
  2. Julia & Roem, 2011, Alessandro Editore
  3. La Couleur de l'air, 2014
- Enki Bilal, I fantasmi del Louvre (Les Fantômes du Louvre), 2012, Bao Publishing
- Trilogia Bug, testi e disegni di Enki Bilal:
  1. Bug 1 (Bug Livre 1, 2017), 2018, Alessandro Editore
  2. Bug 2 (Bug Livre 2, 2019), 2019, Alessandro Editore
  3. Bug 3 (Bug Livre 3, 2022), 2022, Alessandro Editore

### Illustrazioni
- Disegni di Enki Bilal, testi di Pierre Christin, Los Angeles: La stella dimenticata di Laurie Bloom, Rizzoli, 1987
- Disegni di Enki Bilal, testi di Patrick Cauvin, Fuorigioco (Hors-jeu), Hazard Edizioni, 2000
- Disegni di Enki Bilal, testi di Pierre Christin, Il sarcofago (Le Sarcophage), Alessandro Editore
- Enki Bilal, Bilancio di una carriera (L'État des stocks), Alessandro Editore (tiratura limitata a 500 copie)
- Enki Bilal, I fantasmi del Louvre (Les Fantômes du Louvre , 2012), BAO Publishing, 2013

## Filmografia
- Bunker Palace Hôtel (1989)
- Tykho Moon (1996)
- Immortal Ad Vitam (Immortel, ad vitam) (2004)

## Riconoscimenti
- Salone Internazionale dei Comics
  - 1976 – Premio Yellow Kid al miglior disegnatore straniero
- Prix Saint-Michel
  - 1980 – Miglior disegnatore straniero per Falangi dell'Ordine nero (Les Phalanges de l'Ordre noir)
- Festival international de la bande dessinée d'Angoulême
  - 1987 – Grand Prix de la ville d'Angoulême[4][5]
- Salon européen de la bande dessinée, Grenoble
  - 1989 – BD d'Or per La donna trappola (La Femme piège)
- Grand Prix de la Ville de Sierre
  - 1993 – Grand Prix de la Ville de Sierre per Freddo equatore (Froid Équateur)
- Swedish Academy of Comic Art
  - 1999 – Premio Adamson per Miglior autore straniero
- Premio Attilio Micheluzzi
  - 2000 – Premio Comicon alla carriera